# Franz Cisar
Franz Cisar (Bécs, 1908. november 28. – Lokot, 1943. augusztus 10.) válogatott osztrák labdarúgóhátvéd.